# Hanseatic (Schiff, 1971)
Hanseatic war der erste Name eines Fahrgastschiffes, das zunächst auf den Berliner Gewässern im Einsatz war.

## Geschichte
Die Hanseatic wurde auf der Schiffswerft Schmidt in Oberkassel für die Reederei Bruno Winkler gebaut. Die Schiffstaufe erfolgte am 30. Juni 1971 durch Antje Winkler, die Tochter des Reeders. Das Schiff war ursprünglich 51 Meter lang. 1981 erfolgte ein Umbau bei Schmidt in Oberwinter. Dabei wurde – ein Novum bei den Berliner Fahrgastschiffen – ein Bugstrahlruder eingebaut und das Schiff auf 60 Meter verlängert. Laut dem Aufdruck einer Ansichtskarte der Reederei, die eine Aufnahme des Schiffes vor dem Umbau zeigt, durften mit der Hanseatic einst 800 Personen befördert werden, nach Kurt Groggert, der dem Schiff übrigens eine Länge von 61 Metern bescheinigte, waren es 1987 noch 700 Personen. Dieter Schubert gab im Jahr 2000 noch eine Kapazität von 600 Fahrgästen an, was auch laut Schiffsattest von 2021 bestätigt ist.
Die Familie Winkler, deren Reederei samt Werft ursprünglich in Rüdersdorf angesiedelt gewesen war, war 1953 mit dem Schiff Deutschland in den Westen geflohen. Dabei mussten die beiden anderen Fahrgastschiffe des Unternehmens zurückgelassen werden, sodass Bruno Winkler die Flotte neu aufbauen musste. Er kaufte zunächst 1960 mit der Poseidon ein schon relativ betagtes Schiff. Nach einem Unfall im Jahr 1969 wurde die Poseidon nicht mehr repariert.
Die Hanseatic gehörte zu den ersten Schiffsneubauten, die Bruno Winkler nach der Übersiedelung anschaffte, und damit zu einer Generation von Schiffen, die bis 2008 im Zuge der Erneuerung der Winkler-Flotte weiterverkauft wurden. Sie gehörte nach dem Verkauf zum Bestand der Personenschifffahrt Gebr. Kolb und hatte seitdem ihren Heimathafen in Bernkastel. Das Schiff erhielt nach dem Verkauf auch einen neuen Namen und fuhr fortan als Nikolaus Cusanus. Offenbar wurde es auch einmal neu motorisiert; im Binnenschifferforum ist jedenfalls die Rede von zwei MAN-Motoren mit je 720 PS. Dort werden auch gegenüber Schubert und Groggert leicht abweichende Schiffsmaße angegeben: Die Nikolaus Cusanus sei 60,25 Meter lang und 8,25 Meter breit und habe einen Tiefgang von 1,10 Metern.